# Bakırköyspor
Bakırköyspor es un club de Turco de la ciudad de Bakırköy, Estambul.Fue fundado en 1949.Jugó en la Superliga de Turquía tres temporadas pero debido a varias temporadas de fracasos descendió a la liga de fútbol amateur de Turquía en la Temporada 2006/2007.

## Participaciones ligueras
- Superliga de Turquía: 1990–93
- TFF Primera División: 1985–90, 1993–01
- TFF Segunda División: 1984–85
- TFF Tercera División: 2001–07
- Bölgesel Amatör Lig: 2007–

## Jugadores destacados
- Xhevat Prekazi
- Iosif Rotariu
- Jarosław Araszkiewicz
- Piotr Nowak
- Michael Kraft
- Fatih Akyel
- Orkun Uşak

- Datos: Q804557